# El Papayito
El Papayito är en ort i Mexiko.   Den ligger i kommunen Coyuca de Benítez och delstaten Guerrero, i den södra delen av landet, 280 km söder om huvudstaden Mexico City. El Papayito ligger 295 meter över havet och antalet invånare är 245.
Terrängen runt El Papayito är huvudsakligen kuperad, men åt sydväst är den platt. Runt El Papayito är det ganska tätbefolkat, med 185 invånare per kvadratkilometer. Närmaste större samhälle är Acapulco, 17,5 km sydost om El Papayito. Omgivningarna runt El Papayito är en mosaik av jordbruksmark och naturlig växtlighet.